# Юрій Брєзан
Юрій Брезан (в.-луж. Jurij Brězan, 9 червня 1916, село Ворклеці, Саксонія, Німеччина, — 12 березня 2006, Каменець, Саксонія, Німеччина) — видатний серболужицький письменник, який писав верхньолужицькою та німецькою мовою.

## Біографія
Юрій Брезан народився в селянській родині в селі Ворклеці. Від 1927 по 1936 рік навчався в гімназії м. Будишин (нім. Bautzen) — культурному центрі лужицьких сербів. В 1937 році виїздить до Праги. У 1941 році повертається до Лужиці.
Від 1942 по 1944 рік служив у вермахті. До 1946 року перебував у американському полоні.
Після повернення до Будишина працює в серболужицькій організації «Домовіна».
Від 1949 року стає вільним письменником. За свою творчість отримував численні літературні премії в період НДР і в 1969—1989 рр. був заступником голови Спілки письменників НДР.
Твори, які перекладено на 25 мов, писав як верхньолужицькою, так і німецькою мовами. Найважливіші з них існують в обидвох авторських мовних версіях. Однак частина літературної спадщини існує або у верхньолужицькій або німецькій версіях.
Останні роки життя провів на хуторі Горні Гайнк недалеко від Будишина. Похований в селі Chrósćicy (нім. Crostwitz).

### Поезія
- Do noweho časa (1950)
- Naš wšědny dźeń (1955)

### Проза
- Prěnja brózda / Auf dem Rain wächst Korn (1951)
- Swĕt budże rjeńši (1951)
- Stara Jančowa (1952)
- Mjez Čornobohom a Błótami (1953)
- 52 Wochen sind ein Jahr (1953)
- Po dróze a při dróze: zapiski pućowaceho (1955)
- Započatki (1956)
- Madlena a druhe powědančka a skicy (1958)
- Christa — stawizny młodeje holcy (1958) / Christa (1957)
- Feliks Hanuš 1. — Šuler / Der Gymnasiast (1958), укр. пер. 1979
- Trix a woł Jonas / Das Mädchen Trix und der Ochse Esau (1959)
- Borbas und die Rute Gottes (1959)
- Feliks Hanuš 2. — Wučbne lěta (1960) / Semester der verlorenen Zeit (1959), укр. пер. 1979
- Marja Jančowa: wobrazy ze žiwjenja serbskeho ludu (1960)
- Robert a Sabina (1961)
- Eine Liebesgeschichte (1962)
- Feliks Hanuš 3. — Zrałe lěta / Mannesjahre (1964), укр. пер. 1981
- Nawrót do Krakowa / Die Reise nach Krakau (1966)
- Łužiske impresije (1972)
- Hajdanec dźěd a šerjenja (1975)
- Krabat / Krabat oder Die Verwandlung der Welt (1976)
- Die Rattenschlacht (1977)
- Moja protyka (1979)
- Der Brautschmuck (1979)
- Kamuški a skała (1981)
- Stary nan (1982) / Bild des Vaters (1983)
- Psowe prózdniny (1985)
- Stara liška (1985)
- Wie das Lachen auf die Welt kam (1986)
- Einsichten und Ansichten (1986)
- Geschichten vom Wasser (1988)
- Moja archa Horni Hajnk (1992) / Bruder Baum und Schwester Lärche (1991)
- Lijeńca (1992)
- Krabat, druha kniha (1994) / Krabat oder Die Bewahrung der Welt (1993)
- Braškowe powědanja (1994)
- Čitanka (1996)
- Salowčenjo / Die Leute von Salow (1997)
- Štwórtk, tři běrtlki na štyri (2000)
- Hunds Tagebuch (2001)
- Die grüne Eidechse (2001)
- Ze studnje lět (2001)
- Die Einladung (2003)
- Rokotowy kerk (2002)
- Habakuk (2004)
- Die Jungfrau, die nicht ins Bett wollte (2006)
- Der alte Mann und das enge Weite (2006)

### Автобіографічні нариси
- Mein Stück Zeit (1989)
- Rozmyslenja a domyslenja (1998)/ Ohne Pass und Zoll (1999)

### Твори для дітей
- Kak je elefant do hribow šoł (1963) / Der Elefant und die Pilze (1964)
- Wulke dyrdomdejstwa małeho kocora (1966) / Die Abenteuer des Kater Mikosch (1967), укр. пер. 1974, 2005
- Čorny młyn / Die Schwarze Mühle (1968), укр. пер. 1976
- Dalmat hat Ferien (1985)
- Módry konik Digidonk / Das wunderschöne blaue Pferd (1991)
- Hadrijan a Awgustina / Tina und Hadrian (1993)
- Rifko — z dźenika dakla (1993) / Rifko — aus dem Tagebuch eines Dackels (1994)
- Naš wuj z Ameriki (1997)

### Українські видання
- Мандри котика Мікоша (Київ: Веселка, 1974), переклав Дмитро Меденцій
- Чорний млин (Київ: Веселка, 1976), переклав Микола Павлюк
- Гімназист. Семестр змарнованого часу (Київ: Дніпро, 1979), переклали Богдан Гавришків та Олександр Мокровольський
- Роки змужніння (Київ: Дніпро, 1981), переклав Богдан Гавришків
- Великі пригоди маленького котика (Львів: Видавництво Старого Лева, 2005), переклала Божена Антоняк
- Пригоди котика Мікоша (Львів: Видавництво Старого Лева, 2011), переклала Божена Антоняк